# Giuseppe Barilli
Pour les articles homonymes, voir Barilli.
Giuseppe Barilli, connu également sous le pseudonyme de Quirico Filopanti (né le 20 avril 1812 à Budrio et mort le 18 décembre 1894 à Bologne) est un mathématicien, un homme politique et un patriote italien du Risorgimento 

## Biographie
Giuseppe Barilli est diplômé en 1834 en mathématiques et devient professeur de mécanique et hydraulique en 1848.
Il a pris part activement à la politique du Risorgimento, participant à la constitution de la République romaine en 1849: la République du triumvirat de Giuseppe Mazzini, Aurelio Saffi et Carlo Armellini. Il a occupé le poste de secrétaire de l'Assemblée constituante et est l'auteur du « décret fondamental » par lequel le 9 février a été déclaré déchu le gouvernement temporel du pape et proclamé la République.
Après la chute de la République, il fut contraint de s'exiler et trouva refuge aux États-Unis, puis à Londres  Après la constitution du royaume d'Italie et son retour dans le pays, il fut contraint d'abandonner son enseignement à l'université de Bologne en raison de son refus répété de jurer allégeance à la monarchie 
Dans son ouvrage Miranda, publié en 1858, il propose la création des fuseaux horaires. L'hypothèse de Filopanti était de diviser idéalement la Terre en correspondance des méridiens en 24 zones (fuseaux) dont chacune devait correspondre à un horaire. Chaque fuseau serait différent du suivant d'une heure tandis que les minutes et les secondes étaient identiques. Le premier fuseau devait être centré sur le méridien de Rome. La subdivision en fuseau permettrait de déterminer l'heure locale (L). L'hypothèse a également prévu la création d'un temps universel (U) qui aurait été utilisé comme référence uniquement dans l'astronomie et les communications télégraphiques 
En 1876, il a été élu député dans les rangs républicains. Il mourut dans la pauvreté, à Bologne, en 1894.
Le nom de Quirico Filopanti a été donné au boulevard circulaire qui entoure Bologne, entre la porte San Vitale et la porte San Donato, l'une des artères les plus fréquentées de la ville 
Un astéroïde, (21687) Filopanti, a été nommé en son honneur 

## Source
- (it) Cet article est partiellement ou en totalité issu de l’article de Wikipédia en italien intitulé « Quirico Filopanti » (voir la liste des auteurs).